# ميو بيواكو كوساتسو
ميو بيواكو كوساتسو (باليابانية: MIO びわこ草津) هو نادي كرة قدم ياباني تأسس عام 2005 مركزه مدينة كوساتسو في محافظة شيغا.

## وصلات خارجية
- الموقع الرسمي